# Конная артиллерия
Конная артиллерия — род оружия, вид полевой артиллерии, для поддержки кавалерии, орудия которого передвигались на конной тяге, а обслуживающий орудия личный состав (расчёты) — верхом на лошадях. 
Основным предназначением являлась мобильная огневая поддержка формирований кавалерии, которая позволяла ей решать в бою самостоятельные задачи. Конная артиллерия играла важную роль в быстром реагировании на изменившиеся условия боя или операции и была способна при правильном её применении обеспечить успех как наступательной, так и оборонительной операции или боя за счёт сосредоточения большой огневой мощи в нужное время в нужном месте. Существовала во многих армиях государств мира до начала XX века. В России конная артиллерия — составная часть полевой артиллерии. Заменена моторизованной и самоходной артиллерией.

## История
Конная артиллерия впервые в истории появилась во Франции, в середине XV века, при Карле VII, во время Столетней войны с англичанами. В России впервые применена Д.М. Пожарским в виде т.н. конной пищальной рати. Пётр I в ходе Северной войны посадил на лошадей расчёт орудий, состоящих при драгунских полках (Корволант). В сражениях при Гуммельсгофе и при Лесной расчёты длинных ½-пудовых гаубиц верхом на лошадях придавались пехотным и драгунским полкам, гаубицы весили около 44 пудов и стреляли разрывными снарядами (см. о системе калибров того времени). Однако в тот период русская конная артиллерия не получила постоянной организации, после окончания боевых действий верховые лошади у артиллеристов отбирались. 
Совместные действия русской кавалерии и пушек в ходе Семилетней войны побудили короля Пруссии Фридриха II сформировать в 1759 году на штатной основе батарею конной артиллерии (конно-артиллерийскую батарею), состоявшую из 10-ти 6-фунтовых орудий. В 1779 году конная артиллерия формируется в Австрии, а в 1792 году — во Франции. Первые конно-артиллерийские части в России, 5 батарей по 14 орудий, были сформированы в 1794 году под руководством генерал-поручика П.И. Мелиссино, их прообразом послужила конная батарея Гатчинских войск Павла I. В 1829 году все 32 имевшиеся тогда к.-а. роты (батареи) сведены в 16 бригад, по одной на каждую кавалерийскую дивизию. В начале Первой мировой войны конная артиллерия входила в состав кавалерийских дивизий в виде конно-артиллерийских дивизионов двух — трёхбатарейного состава (Россия, Франция, Германия, Австро-Венгрия).
Конная артиллерия для увеличения подвижности, обеспечивающей ей возможность взаимодействия с конницей, вооружалась обычно орудиями облегчённого веса. Конная артиллерия, обладая подвижностью, увеличивала огневую мощь конницы и помогала ей выполнять самостоятельные боевые задачи, а задачей конной артиллерии были быстрое выдвижение и развёртывание на заданной огневой позиции в интересах своих войск. Для этого она была снабжена облегчёнными орудиями, специальными повозками или конскими вьюками для боевых припасов и амуниции, чтобы позволить её перемещение со значительной скоростью (личный состав передвигался верхом и спешивался при прибытии на место). Однако развитие нарезного стрелкового оружия, в особенности пулемётов, постоянный рост массы артиллерийских орудий сделали конную артиллерию во второй половине XIX века практически устаревшей. Орудия хоть и по-прежнему перемещались конной тягой, но в темпе передвижения чуть-чуть быстрее обыкновенной пехоты.
В большинстве армий начала XX века конная артиллерия сводилась в конно-артиллерийские дивизионы или полки и входила в состав отдельных кавалерийских бригад и кавалерийских дивизий. В 1920-е и 1930-е годы с развитием средств вооруженной борьбы и механизацией войск конная артиллерия всё более утрачивала своё значение, выявилась тенденция её замены моторизованной артиллерией. В Красной (затем Советской) Армии существовала до середины 1950-х годов, входя в состав кавалерийских дивизий.

## Формирования

### Российская империя
В ВС России в мирное время имелось перед Великой войной 51 конно-артиллерийская батарея (в том числе 6 гвардейских) с 292 орудиями, а в военное время планировалось довести их численность до 69 с 414 орудиями.

#### Формирования
Ниже представлены некоторые конно-артиллерийские формирования:
- Гвардейская конно-артиллерийская бригада
- 5-й конно-артиллерийский дивизион
- 1-я Донская казачья батарея
- 6-я Донская казачья Его Величества батарея

### Германская империя
В ВС Германии в мирное время перед Великой войной имелось 47 конных батарей с 200 орудиями (планировалось в военное время — 282).

### Австро-Венгерская империя
В ВС Австро-Венгрии в мирное время перед Великой войной имелось 16 конных батарей с 96 орудиями. По другим данным 8 конно-артиллерийских дивизионов 3-батарейного состава, в батареи по 4 орудия, то есть 24 батарей — 96 орудий.

### Османская империя
В ВС Турции в мирное время перед Великой войной имелось 44 конных батареи, 264 орудия.

### Франция
Гвардейская конная артиллерия — полк конной артиллерии Императорской гвардии — формирование конной артиллерии в составе Старой Гвардии Наполеона.